# Laubreçac
Laubreçac (en francès Loubressac) és un municipi francès situat al departament de l'Òlt i a la regió d'Occitània.

## Demografia
| 1962                                       | 1968 | 1975 | 1982 | 1990 | 1999 | 2006 |
| ------------------------------------------ | ---- | ---- | ---- | ---- | ---- | ---- |
| 323                                        | 367  | 375  | 405  | 449  | 432  | 458  |
| Des de 1962: població sense dobles comptes |      |      |      |      |      |      |

## Administració
| Període   | Identitat         | Partit |
| --------- | ----------------- | ------ |
| 1970-1983 | Jacques Juillet   |        |
| 1983-1995 | Bernard Martignac |        |
| 1995-2008 | Hubert Cayrouse   |        |
| 2008-     | Antonie Beco      |        |